# Amar Akbar Anthony
Amar Akbar Anthony este un film masala indian în limba hindi din 1977, regizat și produs de Manmohan Desai⁠(d) după un scenariu scris de Kader Khan⁠(d). Rolurile principale sunt interpretate de Vinod Khanna⁠(d), Rishi Kapoor⁠(d) și Amitabh Bachchan, alături de care mai joacă Shabana Azmi⁠(d), Neetu Singh⁠(d) și Parveen Babi⁠(d). Intriga se concentrează pe trei frați care sunt separați în copilărie și adoptați de trei familii de credințe diferite  — hinduism, islam și creștinism. Ei cresc și devin: primul polițist, al doilea cântăreț qawwali și al treilea proprietarul unui bar.
Albumul cu coloana sonoră a fost compus de Laxmikant-Pyarelal⁠(d), iar versurile au fost scrise de Anand Bakshi⁠(d). Filmul a fost lansat pe 27 mai 1977 și a adus încasăride 155 de milioane de rupii (echivalentul a 3,7 miliarde de rupii sau a 4 de milioane de dolari în 2020) în cinematografele indiene, devenind filmul indian cu cele mai mari încasări din acel an, alături de Dharam Veer⁠(d) și Hum Kisise Kum Naheen⁠(d).
Toleranța religioasă a devenit o temă reper în filmele masala de la Bollywood, bazându-se pe formula masala lansată cu câțiva ani mai devreme cu Lanțul amintirilor (1973) al lui Nasir Hussain⁠(d). Amar Akbar Anthony a avut, de asemenea, un impact de durată asupra culturii pop, cu melodiile sale captivante, versurile memorabile și personajul Anthony Gonsalves (interpretat de Bachchan). A câștigat mai multe premii la ediția a XXV-a a premiilor Filmfare, inclusiv cel mai bun actor, cel mai bun regizor muzical și cel mai bun montaj. Mai târziu a fost refăcut în limba tamilă ca Shankar Salim Simon⁠(d) (1978), în limba telugu ca Ram Robert Rahim⁠(d) (1980) și în limba malayalam ca John Jaffer Janardhanan⁠(d) (1982). În Pakistan, filmul a fost refăcut neoficial în punjabi ca Akbar Amar Anthony (1978).

## Distribuție
| - Vinod Khanna⁠(d) — inspectorul Amar Khanna - Rishi Kapoor⁠(d) — Akbar Ilahabadi - Amitabh Bachchan — Anthony Gonsalves - Shabana Azmi⁠(d) — Lakshmi - Neetu Singh⁠(d) — dr. Salma Ali - Parveen Babi⁠(d) — Jenny - Nirupa Roy⁠(d) — Bharati - Pran⁠(d) — Kishanlal - Jeevan⁠(d) — Robert | - Mukri⁠(d) — Taiyyab Ali, tatăl Salmei - Ranjeet⁠(d) — Ranjeet, fratele vitreg al lui Lakshmi - Yusuf Khan⁠(d) — Zebisco, logodnicul lui Jenny - Helen — falsa Jenny - Kamal Kapoor⁠(d) — superintendentul Khanna, tatăl adoptiv al lui Amar - Shivraj⁠(d) — dl Ilahabadi, tatăl adoptiv al lui Akbar - Nazir Hussain⁠(d) — părintele Gonsalves, tatăl adoptiv al lui Anthony - Prathima Devi⁠(d) — bunica lui Lakshmi - Nadira — mama vitregă a lui Lakshmi - Moolchand⁠(d) — Pedro, prietenul lui Robert |

## Lansare
Starea de urgență din India a amânat lansarea mai multor filme ale lui Manmohan Desai. Drept urmare, patru dintre filmele lui Desai: Dharam Veer, Chacha Bhatija, Parvarish și Amar Akbar Anthony au fost lansate în 1977. De altfel, toate acestea s-au aflat printre filmele cu cele mai mari încasări ale anului 1977.

## Recepție
Filmul a avut încasări de 155 de milioane de rupii (echivalentul a 3,7 miliarde de rupii sau a 49 de milioane de dolari în 2020) în cinematografele indiene și a fost filmul de la Bollywood cu cele mai mari încasări în anul 1977. De atunci, a fost considerat unul dintre cele mai emblematice filme ale cinematografiei indiane.

## Premii
| Adjudecare                         | Categorie                        | Destinatari și nominalizați               | Rezultate    |
| ---------------------------------- | -------------------------------- | ----------------------------------------- | ------------ |
| Premiile Filmfare (ediția a XXV-a) | Cel mai bun actor                | Amitabh Bachchan                          | Câștigat     |
| Premiile Filmfare (ediția a XXV-a) | Cel mai bun regizor muzical      | Laxmikant–Pyarelal⁠(d)                     | Câștigat     |
| Premiile Filmfare (ediția a XXV-a) | Cel mai bun montaj               | Kamlakar Karkhanis                        | Câștigat     |
| Premiile Filmfare (ediția a XXV-a) | Cel mai bun film                 | Manmohan Desai⁠(d)                         | Nominalizare |
| Premiile Filmfare (ediția a XXV-a) | Cel mai bun regizor              | Manmohan Desai⁠(d)                         | Nominalizare |
| Premiile Filmfare (ediția a XXV-a) | Cel mai bun textier              | Anand Bakshi⁠(d) pentru „Parda Hai Parda”  | Nominalizare |
| Premiile Filmfare (ediția a XXV-a) | Cel mai bun cântăreț de playback | Mohammed Rafi⁠(d) pentru „Parda Hai Parda” | Nominalizare |